# سیارک ۲۳۹۲۲
سیارک ۲۳۹۲۲ (به انگلیسی: 23922 Tawadros، نامگذاری:1998SR135) بیست و سه هزار و نهصد و بیست و دومین سیارک کشف شده‌است که در ۲۶ سپتامبر ۱۹۹۸ کشف شد.
قدر مطلق سیارک برابر ۱۷.۸ است.